# 996 (Arbeitswoche)
996 (chinesisch 996工作制, Pinyin Jiǔjiǔliù gōngzuòzhì – „996-Arbeitssystem, 996-Dienstordnung“) heißt in vielen chinesischen Firmen der Alltag, von neun Uhr morgens bis neun Uhr abends, sechs Tage die Woche zu arbeiten. Dies entspricht einer Arbeitszeit von 72 Stunden pro Woche.

## Beschreibung und Kritik
Eine Reihe chinesischer Internetunternehmen hat dieses System als offiziellen Arbeitsplan übernommen. Kritiker argumentieren, dass das System 996 ein eklatanter Verstoß gegen das chinesische Recht ist. Es wurde als „moderne Sklaverei“ bezeichnet.
Der Kampf für den Achtstundentag der Arbeiterbewegung, die schon im 19. Jahrhundert Erfolge zeigte, wird von der kommunistischen Partei Chinas offiziell anerkannt. Im Arbeitsgesetzbuch Chinas heißt es, dass die Arbeitszeit täglich nicht mehr als acht Stunden betragen soll, und im Durchschnitt nicht mehr als 44 Stunden pro Woche. Maximal 36 Überstunden pro Monat sind erlaubt, und die Abstimmung mit einer Gewerkschaft ist erforderlich. Schon im System der Wanderarbeiter hatte sich jedoch gezeigt, dass diese Regelungen praktisch nicht greifen. Da Überstunden besser entlohnt werden, haben viele Arbeiter freiwillig täglich 3–4 Stunden mehr gearbeitet. In den Internetfirmen werden zusätzlich Taxigutscheine an die Angestellten vergeben, die bis abends im Büro geblieben sind.
Was vor dem Gesetz freiwillig erscheinen will, zeigt sich in der Praxis verpflichtend. Alibaba-Group-Gründer Jack Ma gilt als Fan der 996-Arbeitswoche. Er drückte aus, dass in Einstellungsgesprächen für Alibaba schon die Erwartung für 12-Stunden-Tage vermittelt wird. Er möchte karriereorientierte junge Leute haben, und auch Richard Liu vom Konkurrenten JD bezeichnet weniger hart arbeitende Angestellte als Faulpelze. Sie verweisen darauf, dass der Westen zuerst durch die protestantische Arbeitsethik reich geworden ist.
Um sich von China weniger abhängig zu machen, hat Apple mit Foxconn begonnen, einige Werke in Indien zu errichten. Die dort bis dahin geltenden Arbeitsschutzvorschriften, die etwa Schichten auf 9 Stunden begrenzten, wurden in diesem Zusammenhang in Karnataka im März 2023 flexibilisiert, und erlauben nun ebenfalls bis zu 12 Stunden pro Tag. Auch das Maximum von 48 Stunden pro Woche wurde aufgehoben, und die erlaubten Überstunden je Drei-Monats-Perioden wurden von maximal 75 auf 145 Stunden angehoben.

### 996.icu
Im März 2019 wurde über GitHub ein „Anti-996“-Protest gestartet. Chinesische Programmierer propagierten dies unter der ironischen Abkürzung „996.icu“, wobei ICU meint, dass man solange arbeitet, bis man auf der Intensivstation endet (englisch intensive care unit). Im Jahr 2021 erkannte erstmals eine akademische Studie chinesischer Institutionen die Existenz von „exzessiven Arbeitskulturen wie 996“ an.
Das Oberste Volksgericht und das Ministerium für Personalwesen und soziale Sicherheit erklärten im August 2021, dass Arbeitnehmer ein Recht auf „Ruhe und Urlaub“ haben. Die 996-Arbeitswoche „verstößt in schwerwiegender Weise gegen das Gesetz zur Verlängerung der Höchstarbeitszeit und sollte als ungültig betrachtet werden“. Die behördliche Stellungnahme steht im Kontext eines vermehrten Durchgreifens der Regierung bei Privatunternehmen. So starben im Januar 2021 zwei Mitarbeiter des E-Commerce-Unternehmens Pinduoduo (PDD) an den Folgen von Überarbeitung, was zu einem Reagieren der chinesischen Behörden führte.

### Closed-loop
Die Ausbeutung der langen Arbeitswochen wurde unter den Bedingungen der Coronakrise verschärft. Die chinesische Regierung wendete hierbei eine strenge Null-Covid-Strategie mit Lockdown und Quarantäne an. Um die Produktion dennoch aufrechtzuerhalten, wurde ein closed loop-System (englisch für ‚geschlossenes System‘) ermöglicht, bei dem Arbeiter zwischen Wohnheim und Arbeitsplatz pendeln dürfen. Wer keinen Platz in der Fabriksiedlung hatte, konnte auch Matratzen im Werk zur Übernachtung nutzen. Als Ausgleich wurden die Bonuszahlungen für Überstunden deutlich erhöht.
Diese Strategie funktionierte bei kurzen Lockdowns im Frühjahr 2022. Im Sommer und Herbst 2022 kam es jedoch zu langen Lockdowns in Chengdu und Shenzhen, die im November in gewalttätigen Protesten mündeten. Arbeiter beklagten das Ausbleiben von Bonuszahlungen, dass sie auf dem Fabrikgelände de facto eingesperrt sind, und die Wohnbedingungen schlecht sind. Betroffen waren insbesondere die Foxconn-Werke, die für Apple arbeiten („iPhone-City“), da es hier einen Covid-Ausbruch gegeben hatte, und man die Produktion dennoch aufrechterhalten wollte, indem man die versprochenen Bonuszahlungen teils vervierfachte. Noch bei den 996.icu-Protesten 2019 hatte Apple hier festgestellt, dass alle Überstunden freiwillig sind und Bonuszahlungen korrekt erfolgen.